# T Zen
T Zen est la dénomination du réseau de bus à haut niveau de service, géré par Île-de-France Mobilités, circulant en site propre dans la région Île-de-France.

## Histoire

### Mises en service

Ancien logo du TZen

- 7 octobre 2009 : révélation par le Syndicat des transports d'Île-de-France (STIF) du nom de « TZen » à l’issue de son conseil d’administration ;
- Automne 2009 : début des travaux de création de la ligne 1 (Sénart-Corbeil)[2] ;
- 9 décembre 2009 : un bus Créalis Neo, de la société Irisbus, est présenté aux élus et aux journalistes permettant de se rendre compte de ce que pourraient être les futurs bus T Zen[3] ;
- 22 septembre 2010 : présentation des futures lignes du réseau « T Zen », par Jean-Paul Huchon, président du conseil régional et du STIF, à l'occasion de la visite du chantier de la première ligne[4] :
  - T Zen 1 : Lieusaint - Moissy (Sénart) – Corbeil-Essonnes ;
  - T Zen 2 : Carré Sénart – Melun ;
  - T Zen 3 : Porte de Pantin ou Jules Ladoumègue – Livry-Gargan (via la RN 3) ;
  - T Zen 4 : Corbeil-Essonnes – Évry-Courcouronnes – Grigny ;
  - T Zen 5 : Christ-de-Saclay – Massy ;
  - T Zen 6 : Garges-lès-Gonesse / Villiers-le-Bel – Villepinte.
- 4 octobre 2010 : approbation par le conseil du STIF de la convention de financement relative aux études et modalités de concertation des futures  lignes T Zen 3 et 4[4] ;
- du 2 mai 2011 au 11 juin 2011 : concertation pour le projet de ligne 3 (Paris - Livry-Gargan)[5] ;
- 8 juin 2011 : présentation du réseau T Zen d’Île de France ; Par rapport au projet proposé dans le cadre du Plan de Mobilisation et aux déclarations de Jean-Paul Huchon faites quelques mois plus tôt, le projet T Zen connaît quelques modifications : les projets de ligne Garges-lès-Gonesse (95) - Triangle-de-Gonesse - Villepinte (93) et Christ-de-Saclay - Massy (91) sont abandonnés au profit d'un nouveau projet dans le sud-est parisien : Bibliothèque François-Mitterrand (Paris 13e) –  Les Ardoines - Choisy-le-Roi. D'autres axes et secteurs sont désormais étudiés pour également accueillir de nouvelles lignes T Zen[6], notamment quelques axes projetées dans le cadre du Plan de Mobilisation[7]. Ainsi, le réseau projeté est désormais composé des lignes suivantes, en exceptant les axes et secteurs potentiels pour accueillir une ligne[6] :
  - T Zen 1 : Lieusaint - Moissy (Sénart) – Corbeil-Essonnes ;
  - T Zen 2 : Carré Sénart – Melun ;
  - T Zen 3 : Porte de Pantin ou Jules Ladoumègue – Livry-Gargan (via la RN 3) ;
  - T Zen 4 : Corbeil-Essonnes – Évry-Courcouronnes – Grigny ;
  - T Zen 5 : Bibliothèque François-Mitterrand – Les Ardoines (Vitry-sur-Seine).
- 4 juillet 2011 : mise en service de la ligne 1 (Lieusaint - Moissy – Corbeil-Essonnes) ;
- 6 juillet 2011 : présentation de la ligne 5 comme reliant Bibliothèque François-Mitterrand à la gare de Choisy-le-Roi[8].

### Projets
- 2025 : mise en service escomptée de la ligne 4.
- 2027 : mise en service escomptée de la ligne 5.
- 2027 : mise en service escomptée de la ligne 2.
- 2028 : mise en service escomptée de la ligne 3.

## Caractéristiques

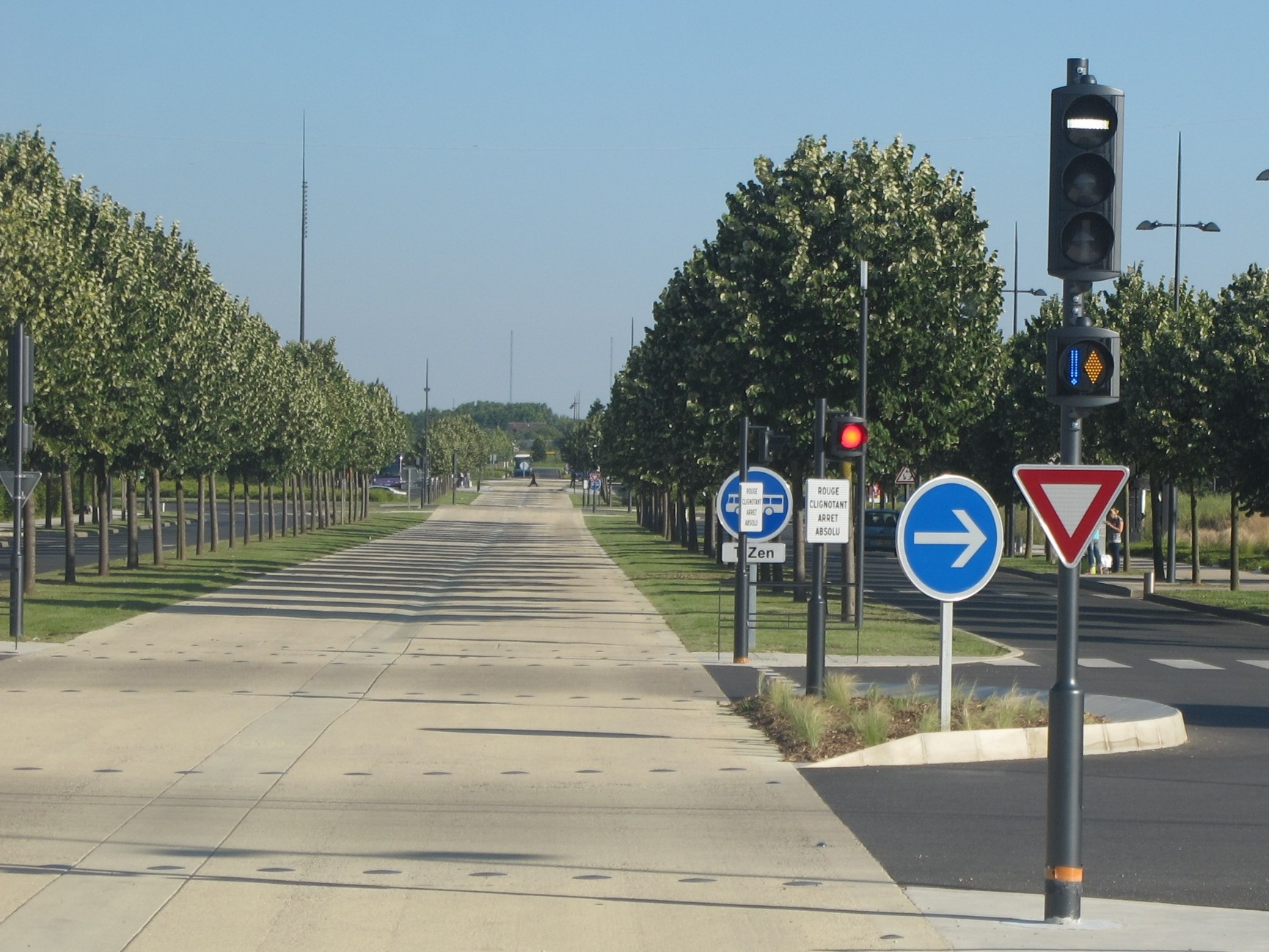
Le site propre à proximité de la station Carré Trait-d'Union, avec la signalétique associée et les feux de signalisation.

« T Zen » est un réseau de bus à haut niveau de service, en site propre, directement inspiré du Busway de Nantes ou des lignes fortes Cristalis de Lyon, et similaire à la ligne RATP Trans-Val-de-Marne ainsi qu'au TCSP Pompadour - Sucy-Bonneuil. Les exploitants des lignes de ce réseau ont été choisis par le STIF à la suite d'appels d'offres. Mais la CGT RATP conteste fortement toute idée de mise en appel d'offres des lignes T Zen 3 et T Zen 5 qui reprennent les itinéraires de lignes RATP pour lesquelles l'entreprise publique conserve l'exploitation jusqu'au 31 décembre 2024 aux termes de l'article 5 de la loi no 2009-1503 du 8 décembre 2009 relative à l'organisation et à la régulation des transports ferroviaires et portant diverses dispositions relatives aux transports.
La création d'une ligne T Zen a fait l'objet d'une décision du STIF, en concertation avec les opérateurs et les collectivités concernés. Par ailleurs, lui-même évolutif, il préfigure dans certains cas (si le taux de fréquentation le justifie) l’implantation d’une ligne de tramway.
Toutes les lignes T Zen présentent les caractéristiques détaillées ci-après.

### Site propre
Les lignes de T Zen disposent d'une voie dédiée, transposable ultérieurement en tramway. De plus, T Zen bénéficie d'un système de priorité aux feux. La distance moyenne entre stations est de 500 mètres et l'arrêt à chaque station est systématique.

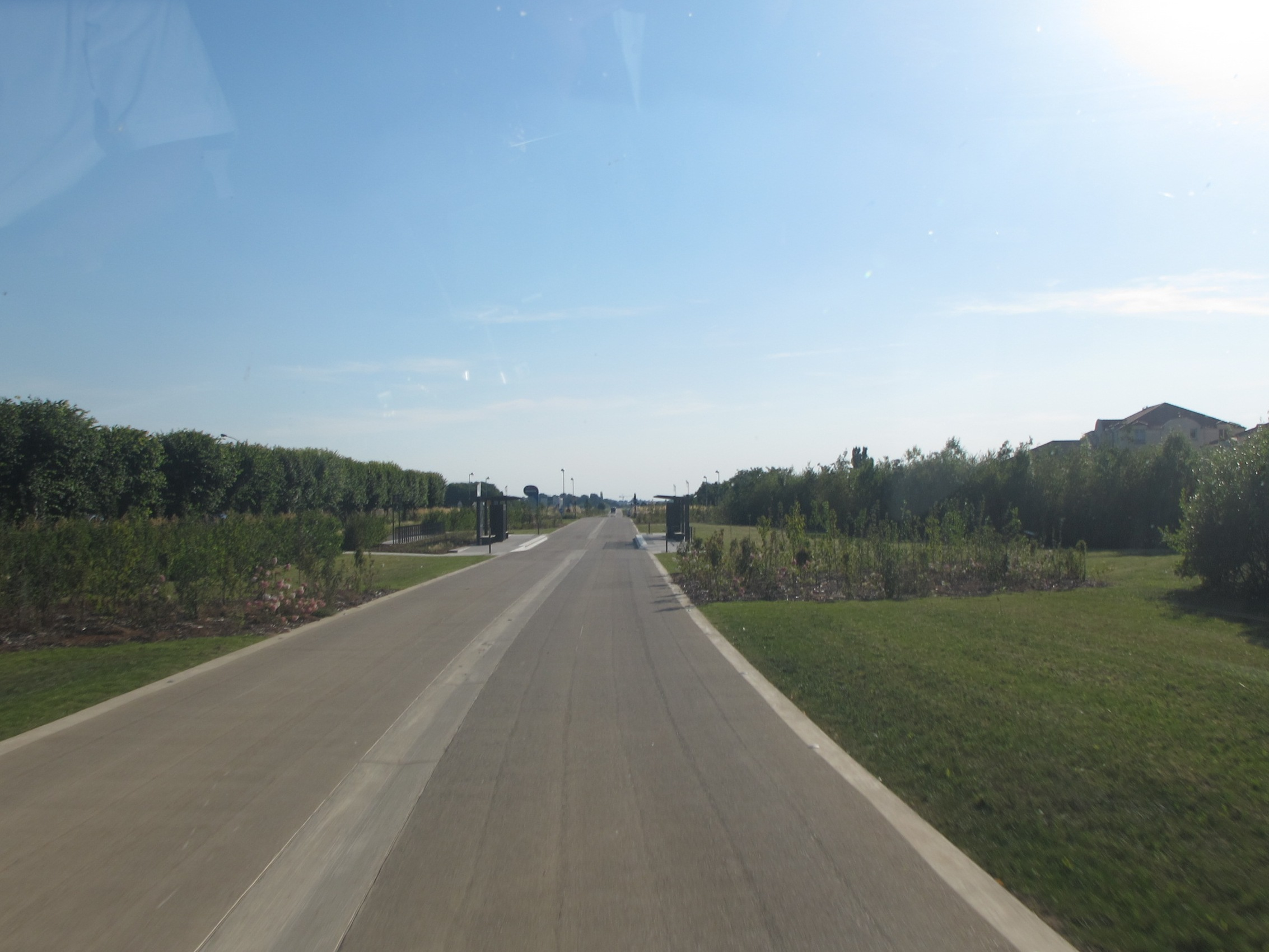
Section en site propre à proximité de la station Château de la Barrière à Lieusaint, en juillet 2011
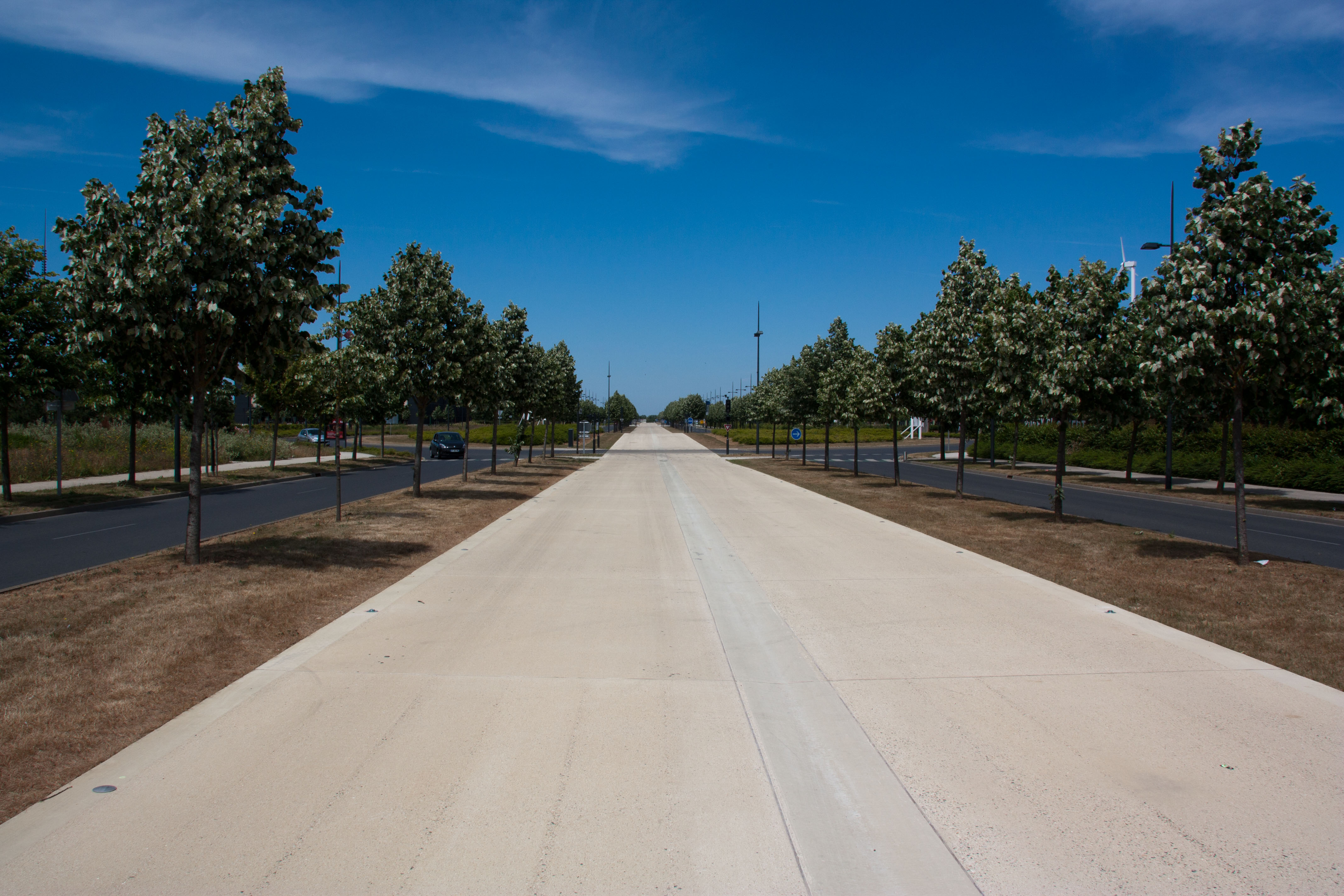
Section en site propre à proximité de la station Carré Trait-d'Union à Lieusaint, en juillet 2011.
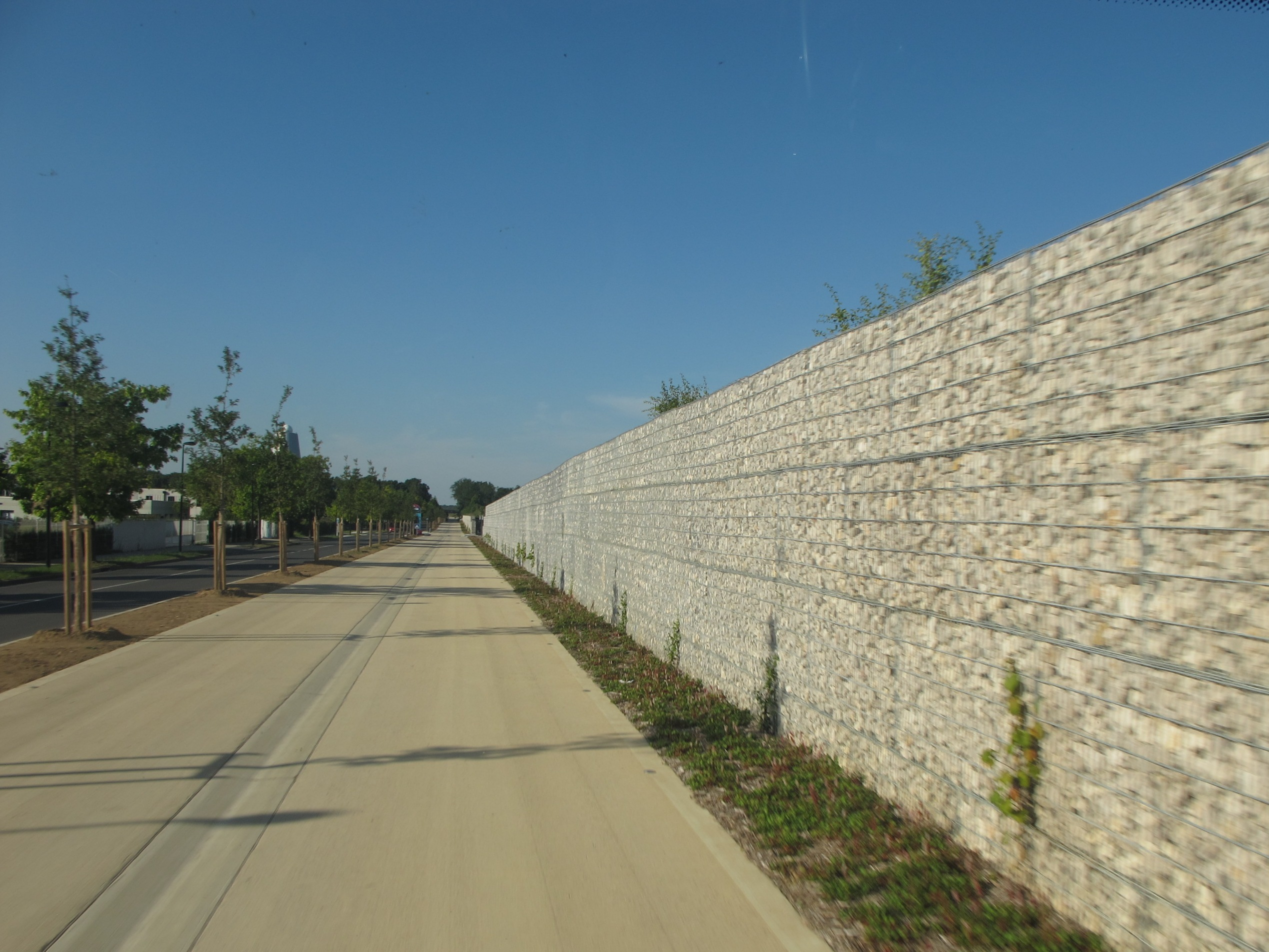
Section en site propre à proximité de la station Tour Maury à Saint-Pierre-du-Perray, en juillet 2011.
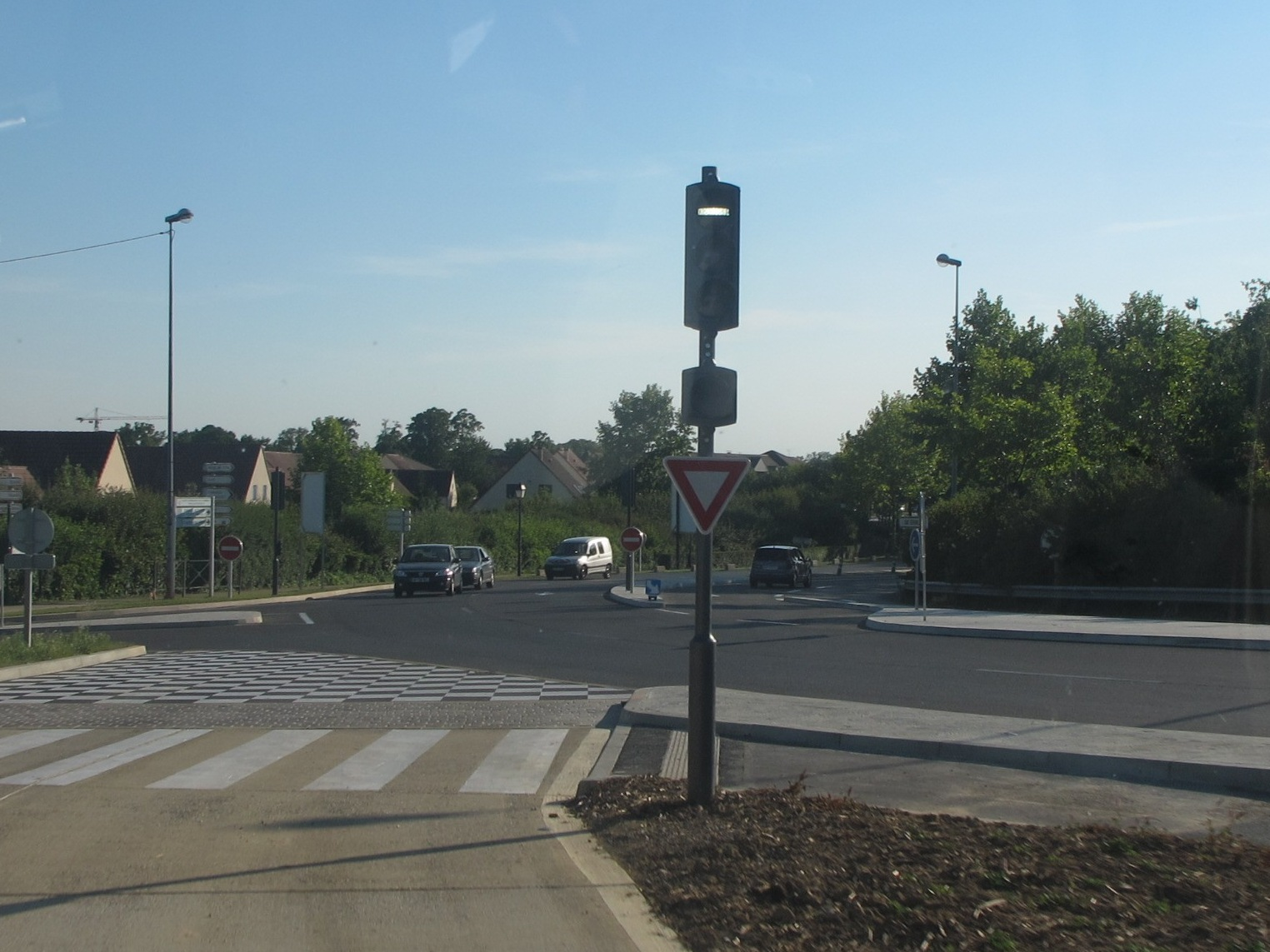
Fin de la section en site propre à proximité de la station Pointe Ringale à Saint-Germain-lès-Corbeil, en juillet 2011.

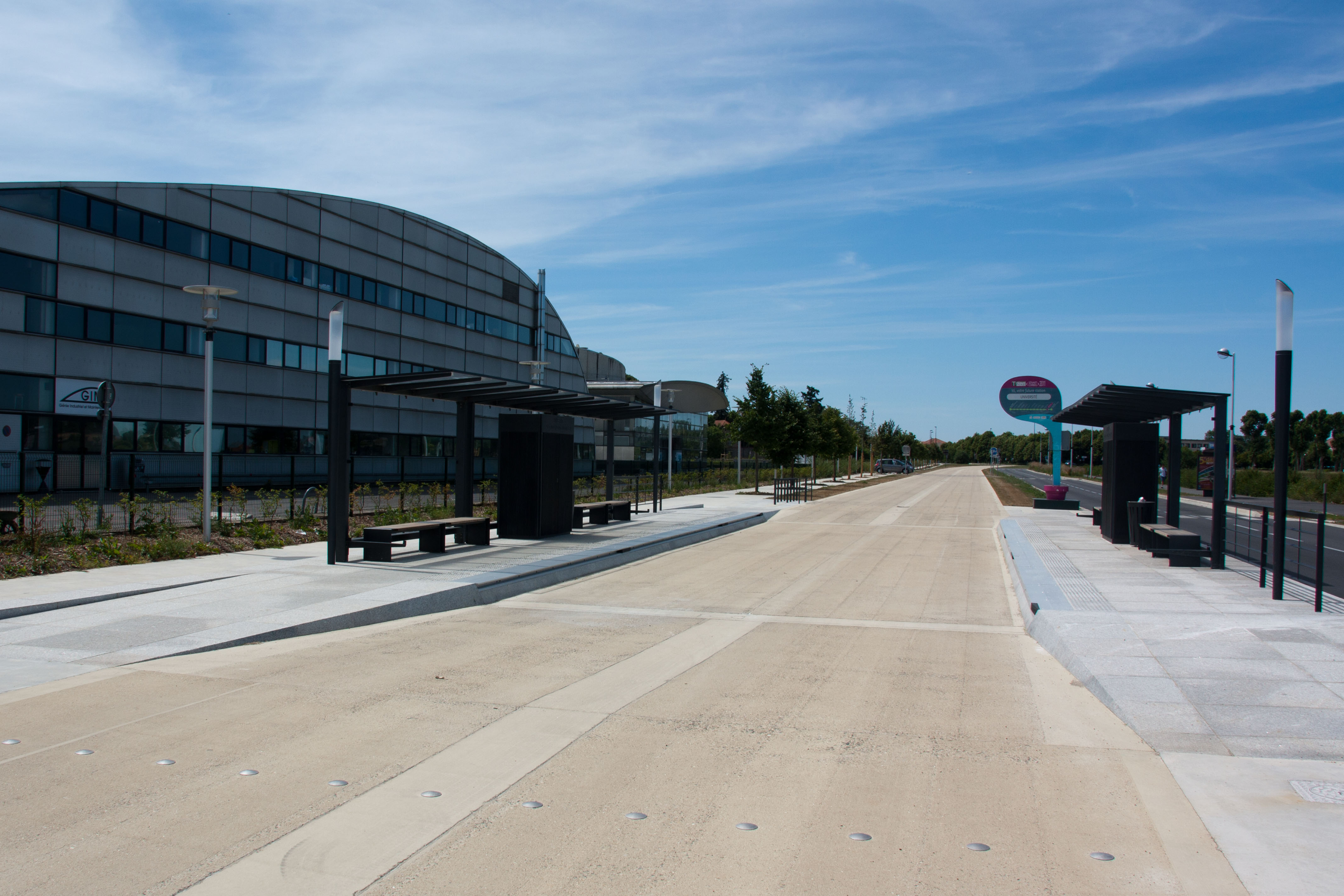
La station de la ligne 1 Université, en mai 2011.

### Stations
Les stations sont repérables en ville. Elles sont accessibles et conçues de façon à faciliter la circulation des voyageurs. Elles sont équipées de vidéosurveillance, d’abris et d'écrans d'informations voyageurs. Des parcs à vélo sont créés à proximité des stations.
Dans les stations, les quais sont implantés en alignement droit, aménagés de manière à être accessibles à toutes les Personnes à Mobilité Réduite grâce à des bordures réduisant au maximum les lacunes pour permettre un accès de plain-pied aux véhicules, à la présence de rampes d'accès, et non pas de marches, ainsi que de bandes podotactiles.

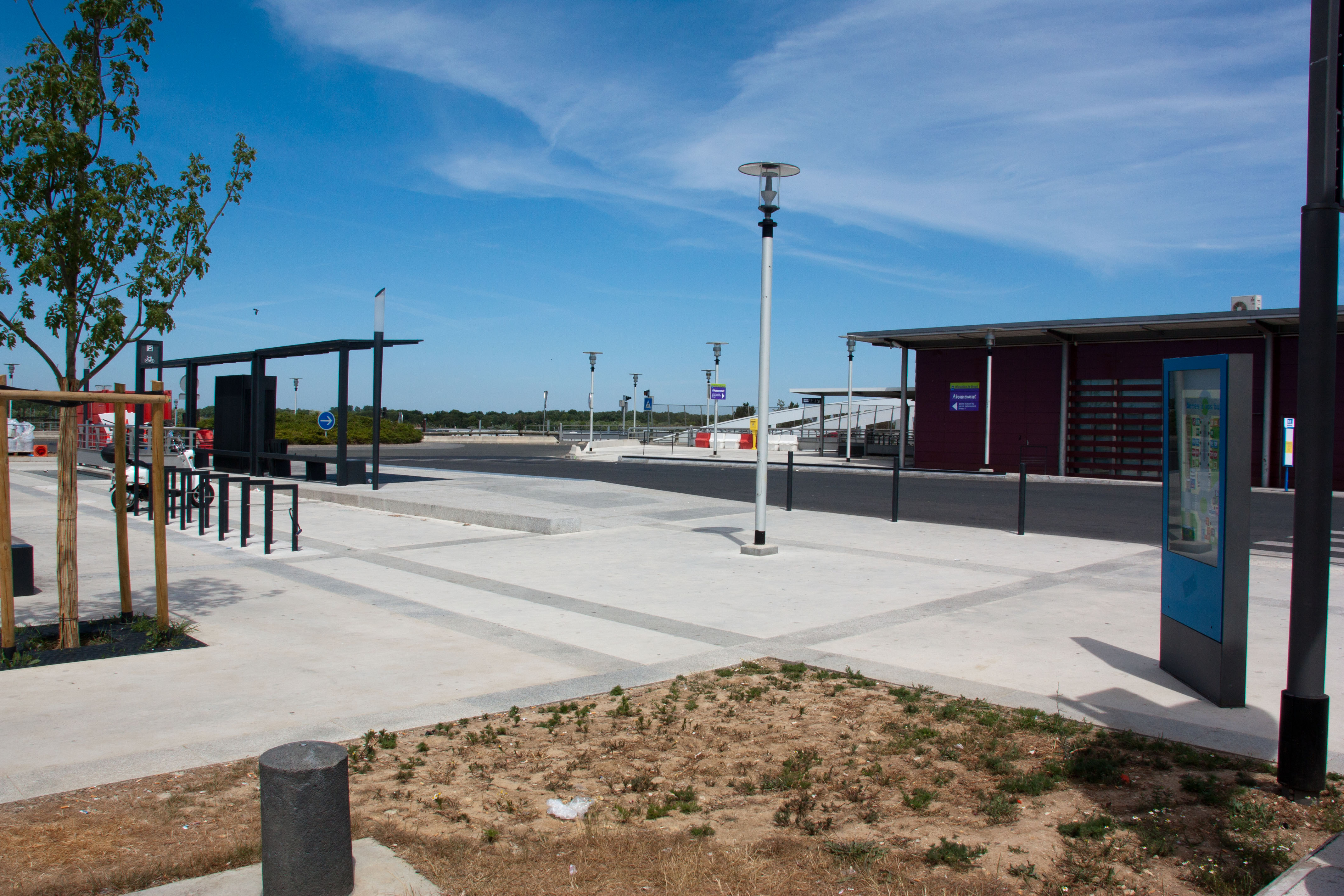
Station Lieusaint - Moissy RER.
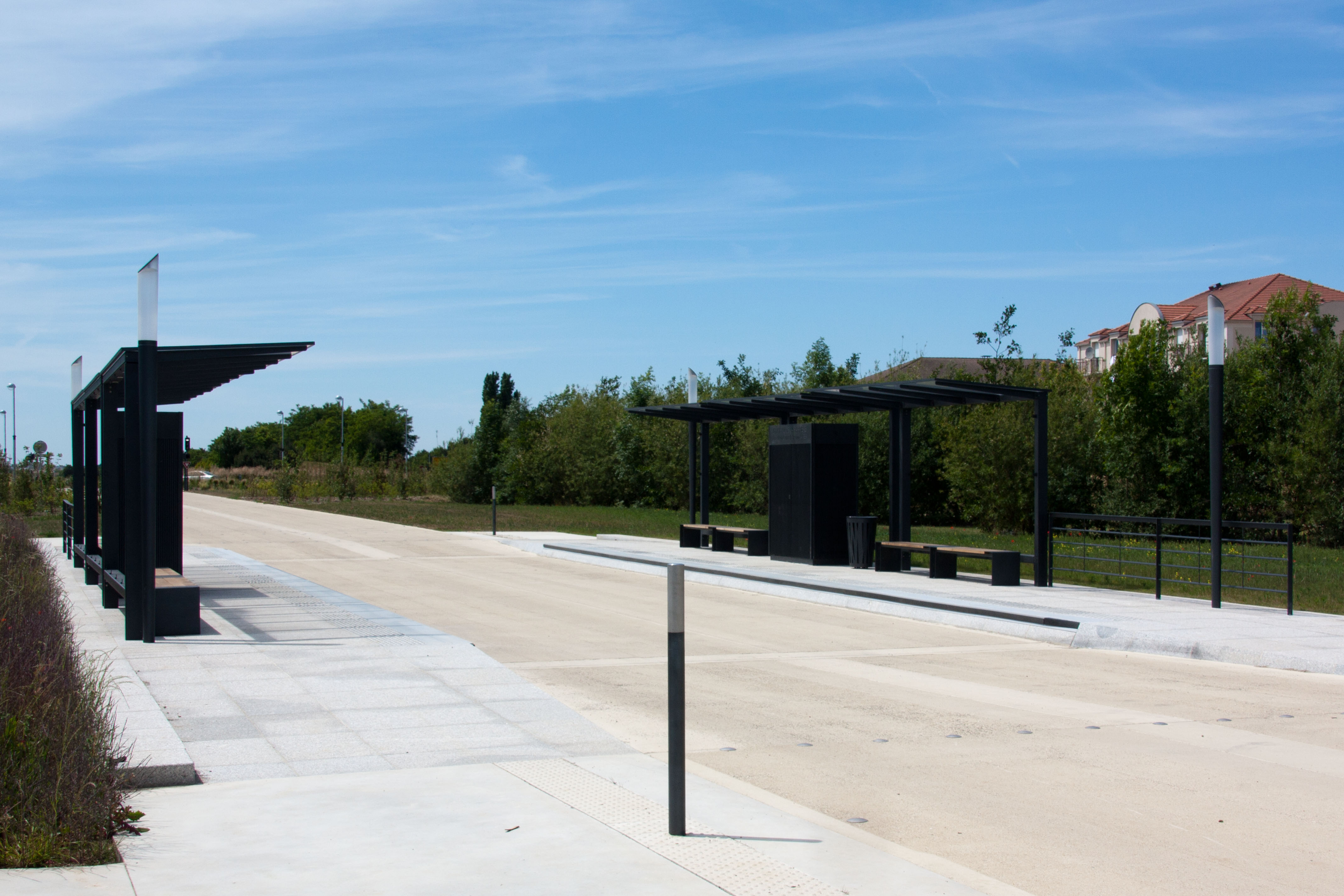
Station Château de la Barrière.
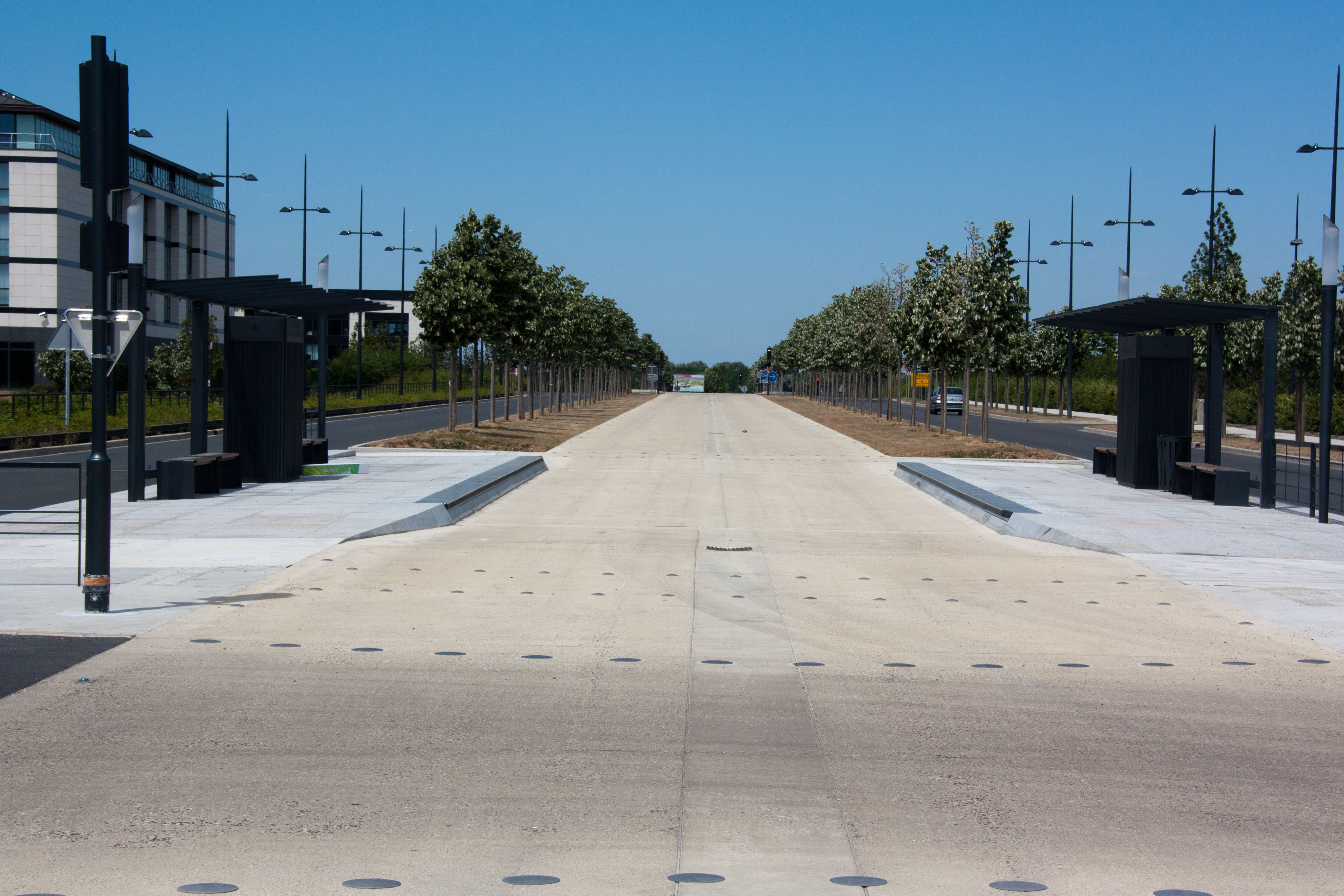
Station Carré Canal.
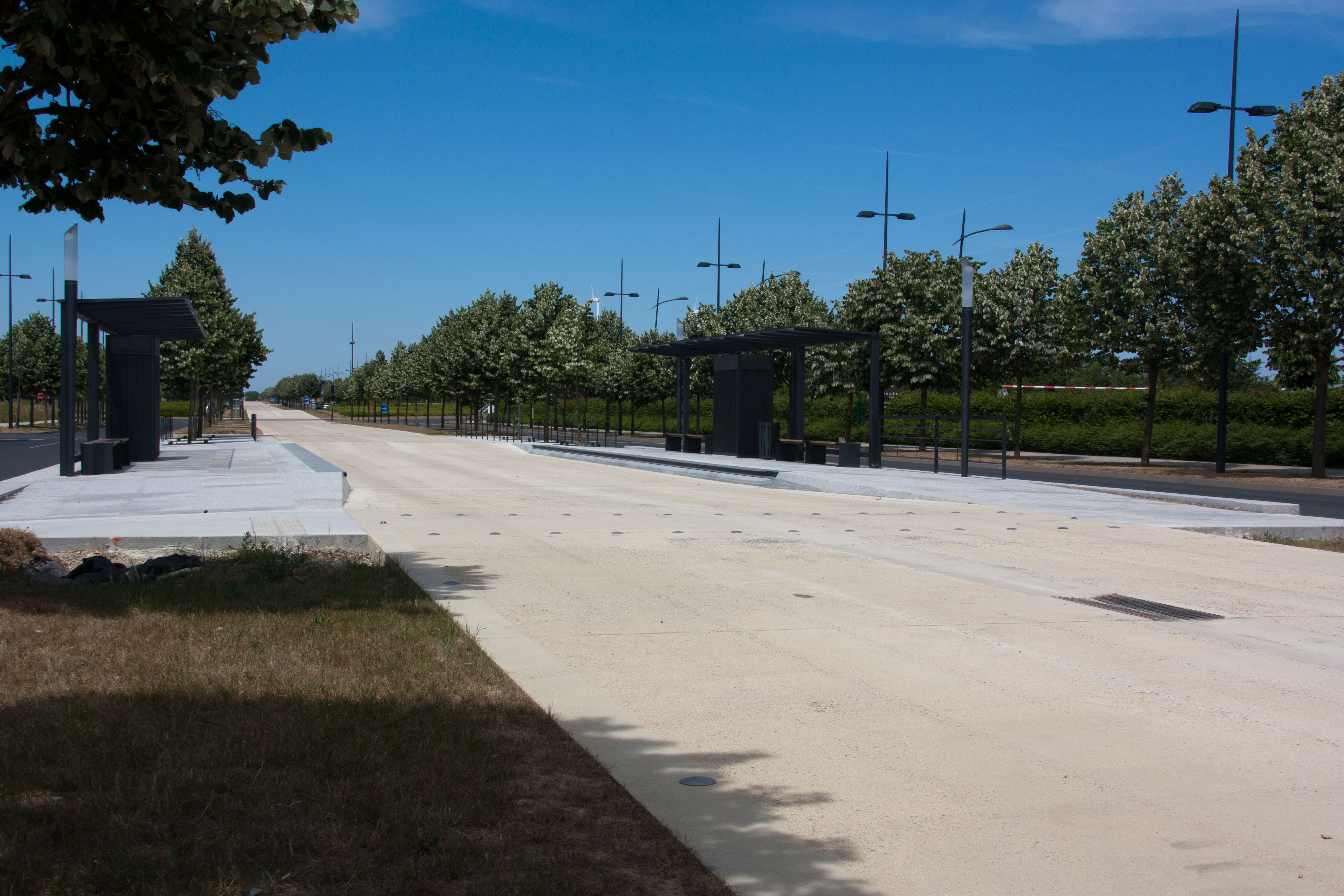
Station Carré Trait d'Union.
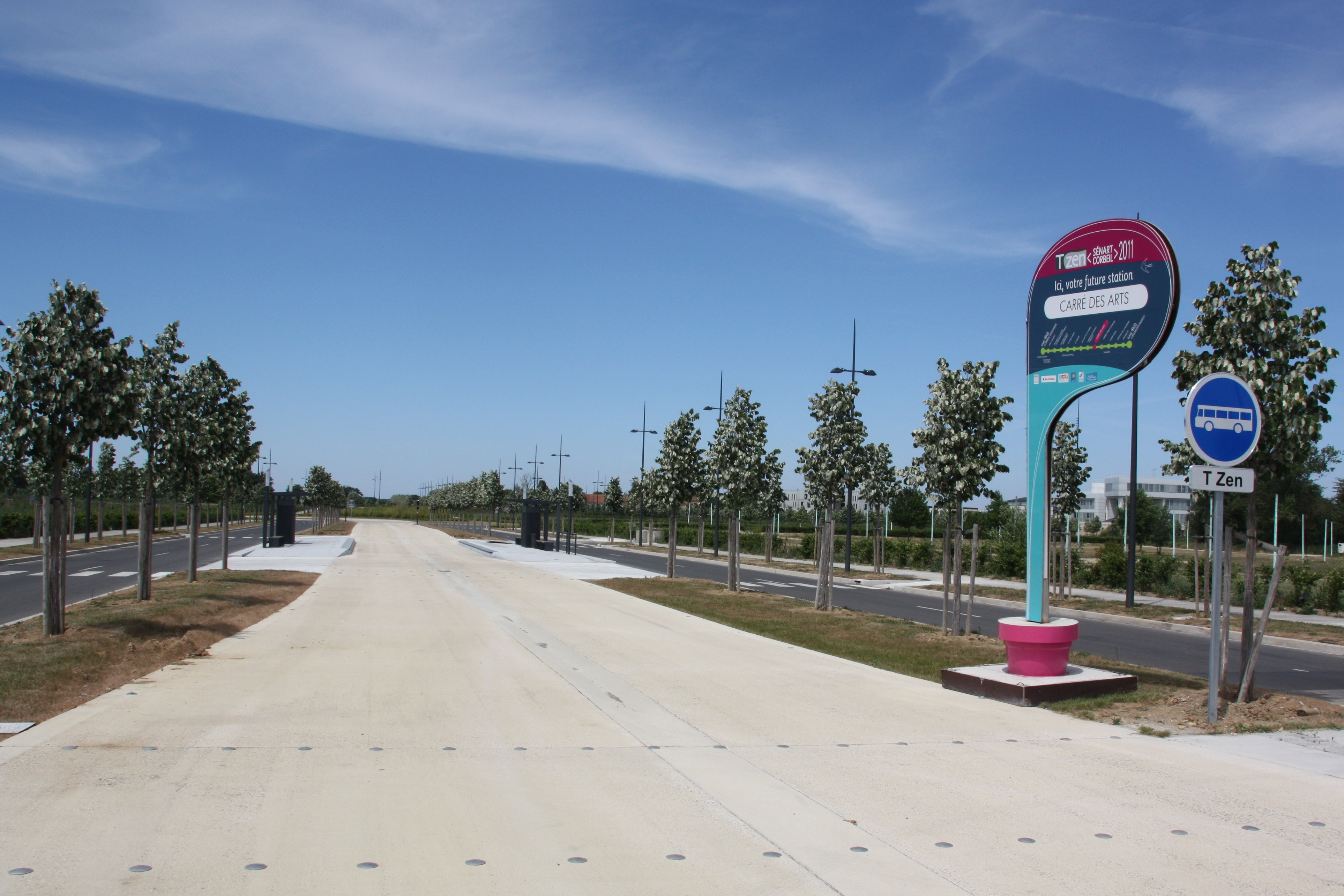
Station Carré des Arts.
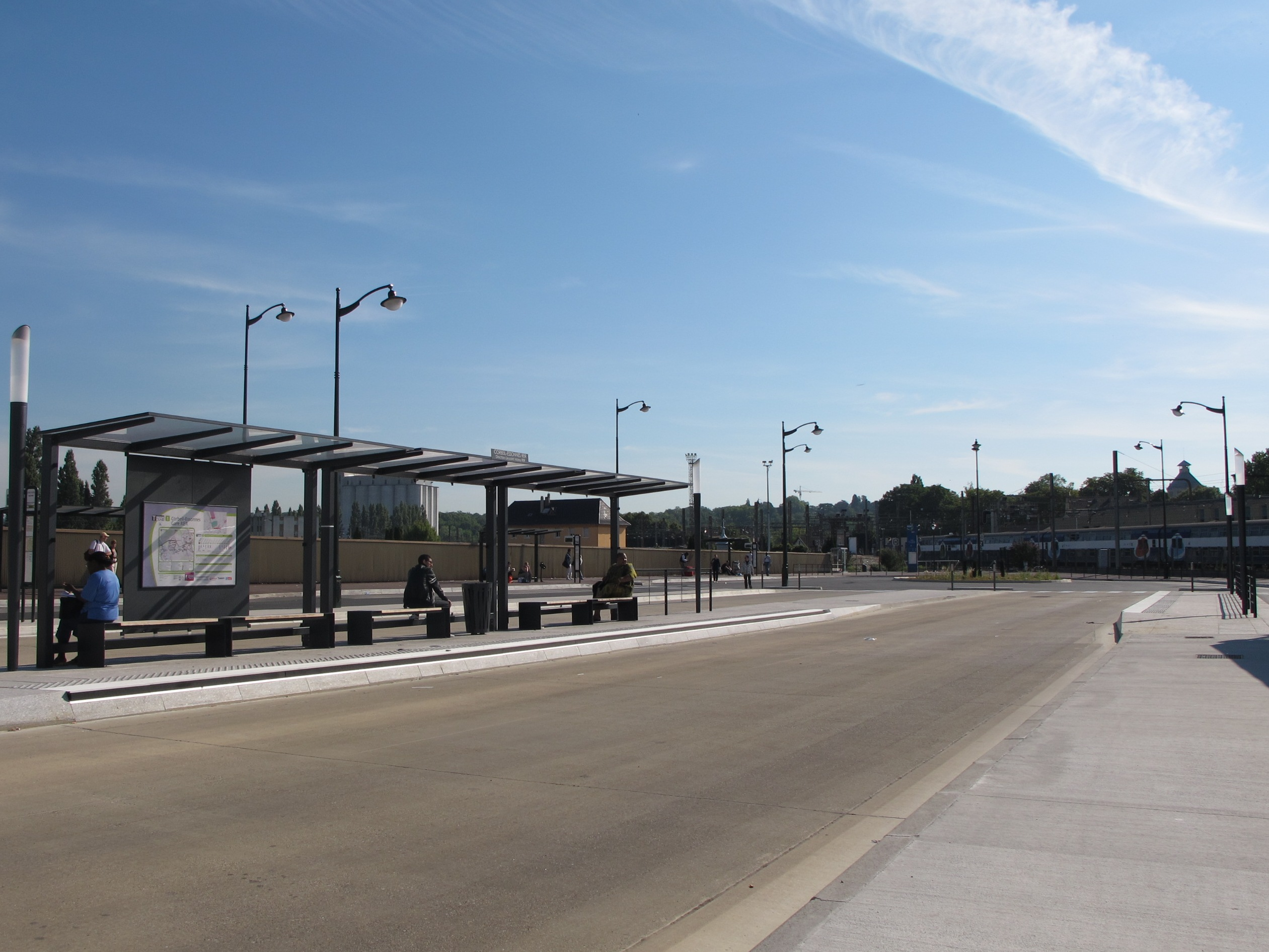
Station Corbeil-Essonnes RER.

### Matériel roulant

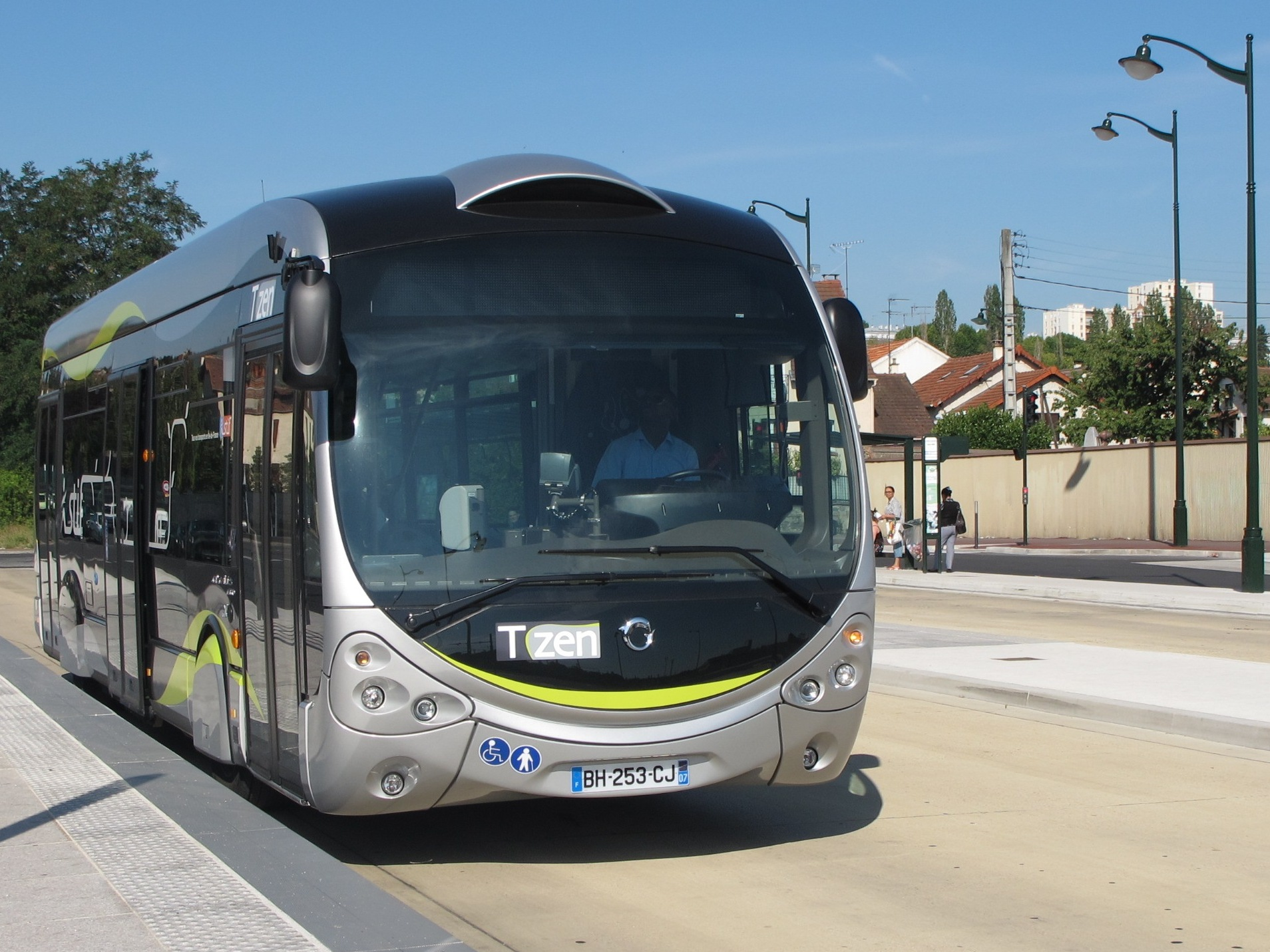
Un des douze Crealis Neo 12 de la ligne 1, à la station Corbeil-Essonnes Gare RER, le 4 juillet 2011.

Le matériel roulant est de type BHNS (bus à haut niveau de service). Il dispose de larges portes d'accès, qui s'ouvrent systématiquement à chaque arrêt. Conformément à la réglementation concernant l'accès des personnes à mobilité réduite, le plancher des véhicules sera surbaissé pour être au même niveau que le quai, l’entrée se faisant de plain-pied.
De plus, il est composé de vastes espaces facilitant la répartition des usagers ainsi que leur circulation dans le véhicule. Il est  aussi doté de larges baies vitrées, de portes coulissantes extérieures, de la ventilation réfrigérée et d'un équipement de vidéosurveillance.
Enfin, les T Zen seront conformes à la norme environnementale EEV pour la motorisation (future
norme Euro 6, supérieure à la norme Euro 5 actuellement en vigueur sur les rejets de particules). Le design extérieur des T Zen sera caractérisé par la face avant des véhicules qui sera arrondie ainsi que par sa livrée qui sera de couleur vif argent et anthracite soulignée de vert, facilitant l’identification du service et permettant de rappeler l'appartenance du réseau à celui des transports franciliens.

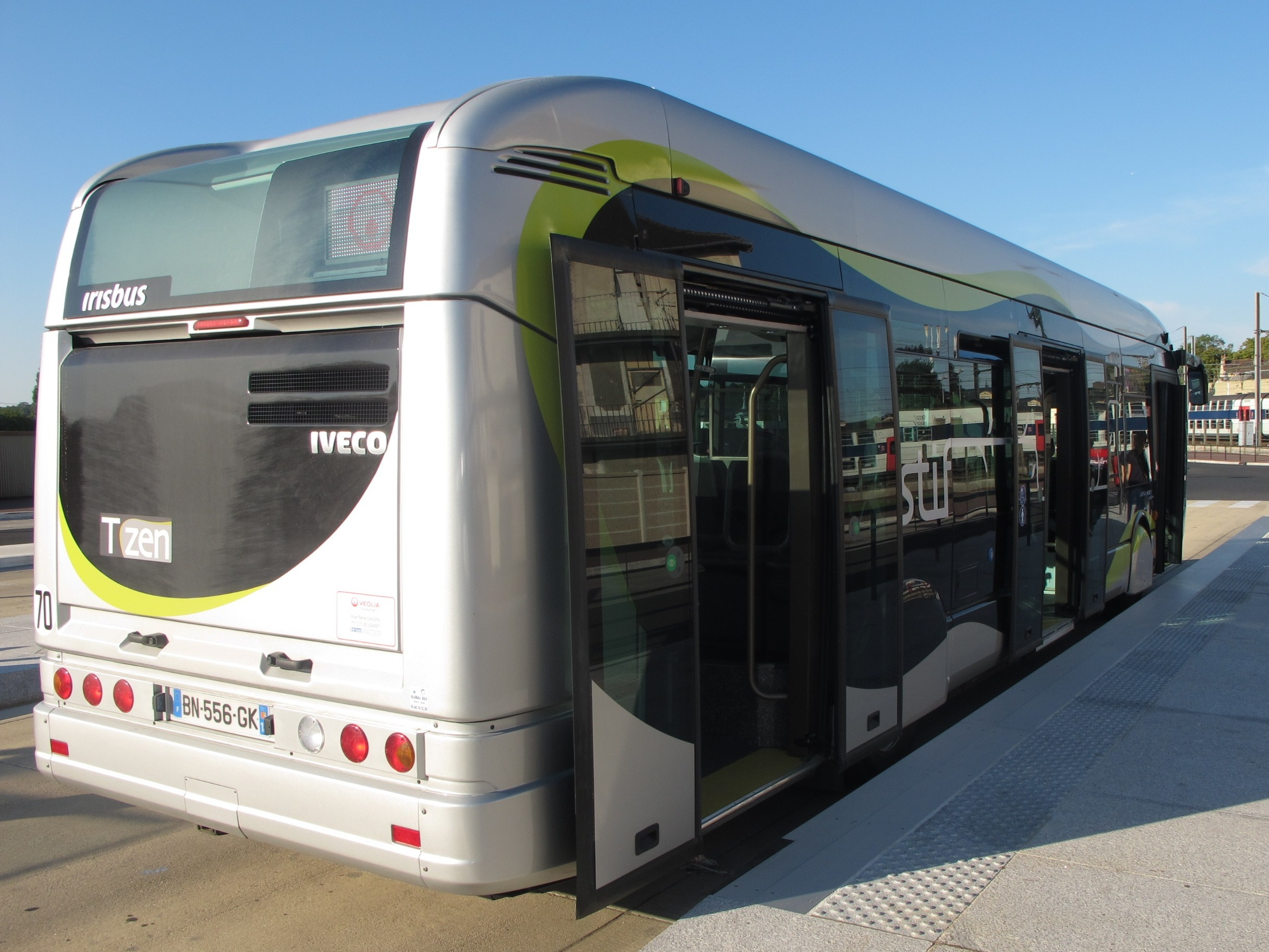
Bus à la station Corbeil-Essonnes Gare RER.
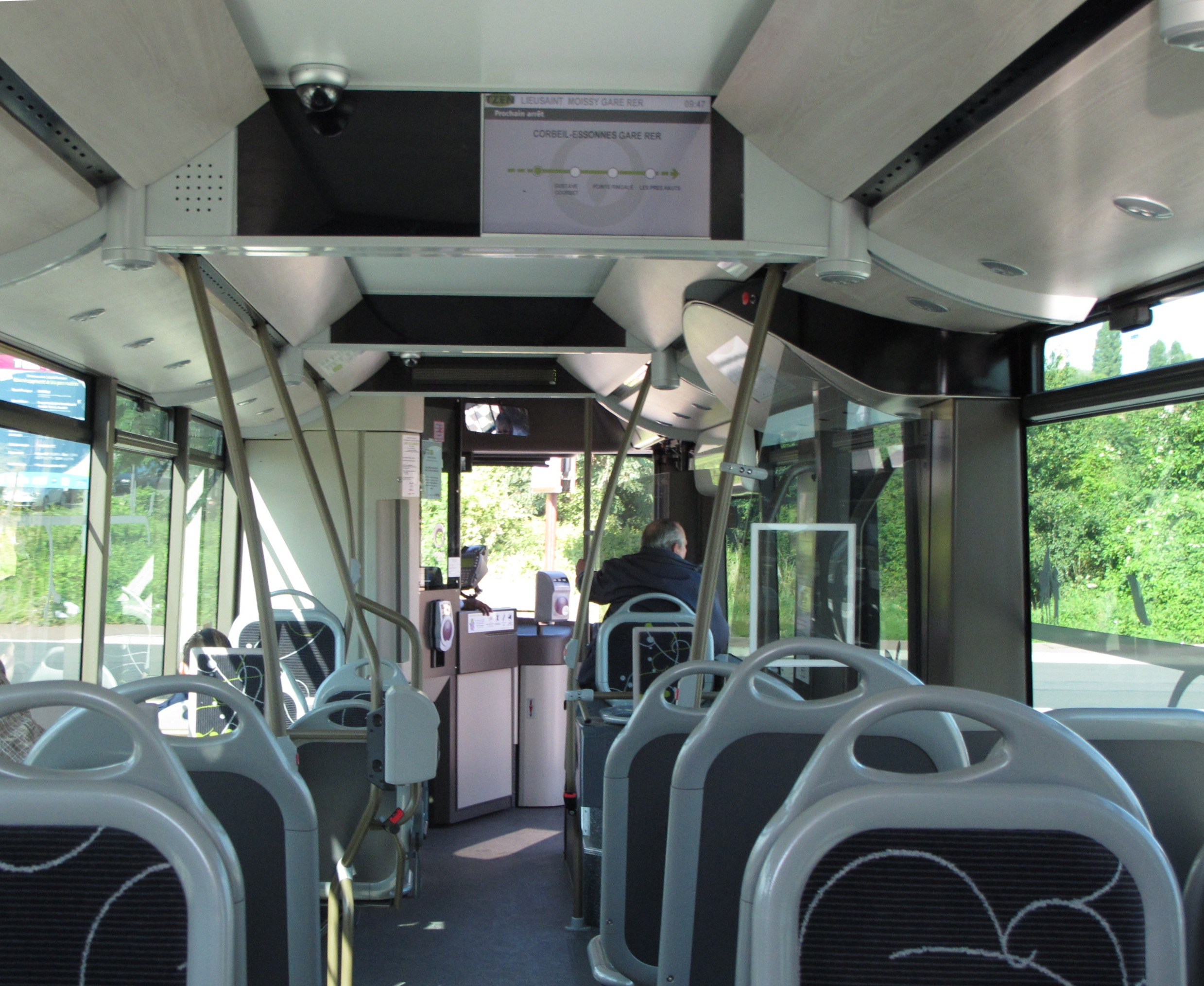
Intérieur d'un bus : vue de l'avant du bus, de l'écran d'information et d'une caméra de surveillance.
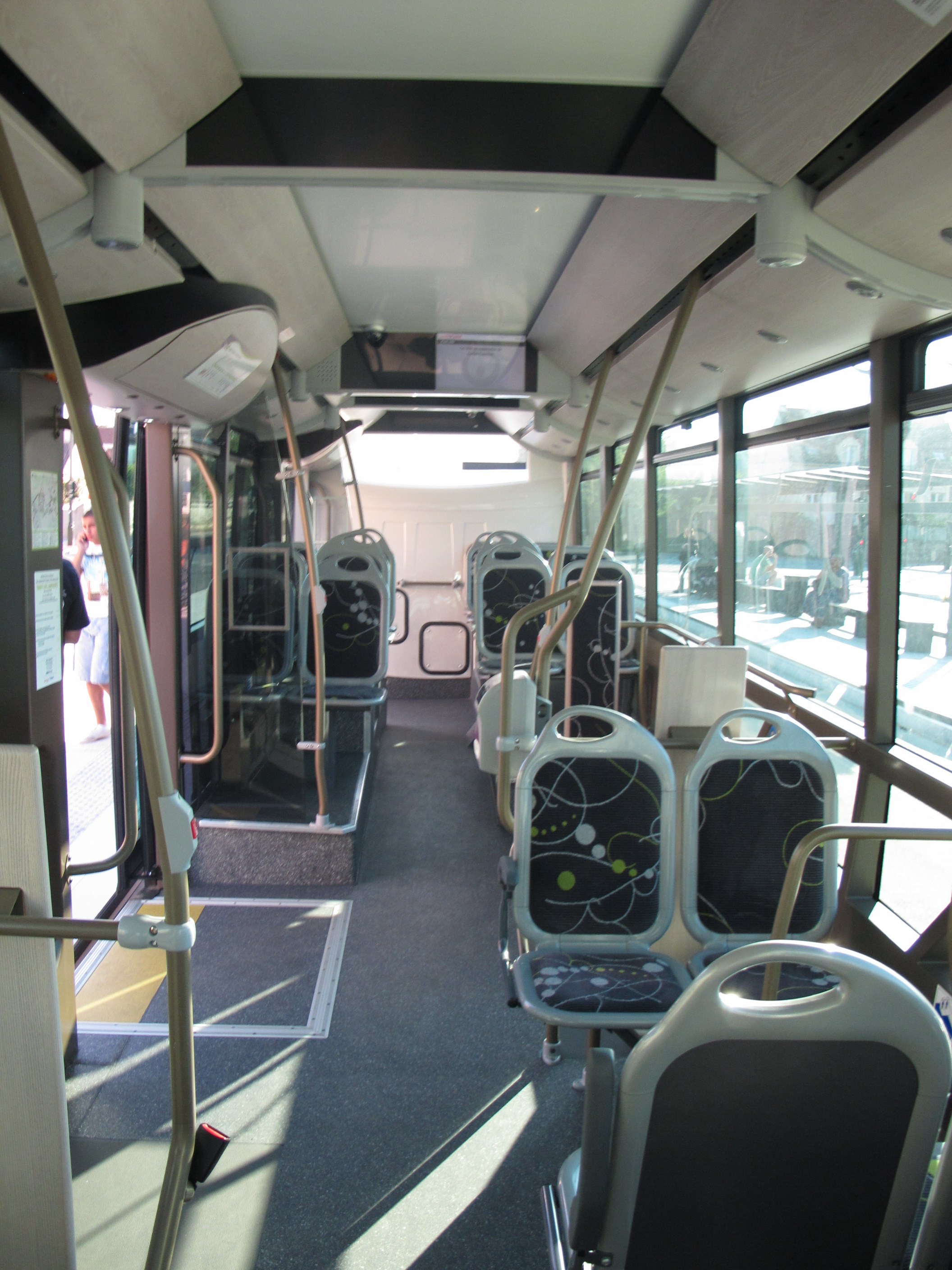
Intérieur d'un bus : vue de l'arrière du bus.
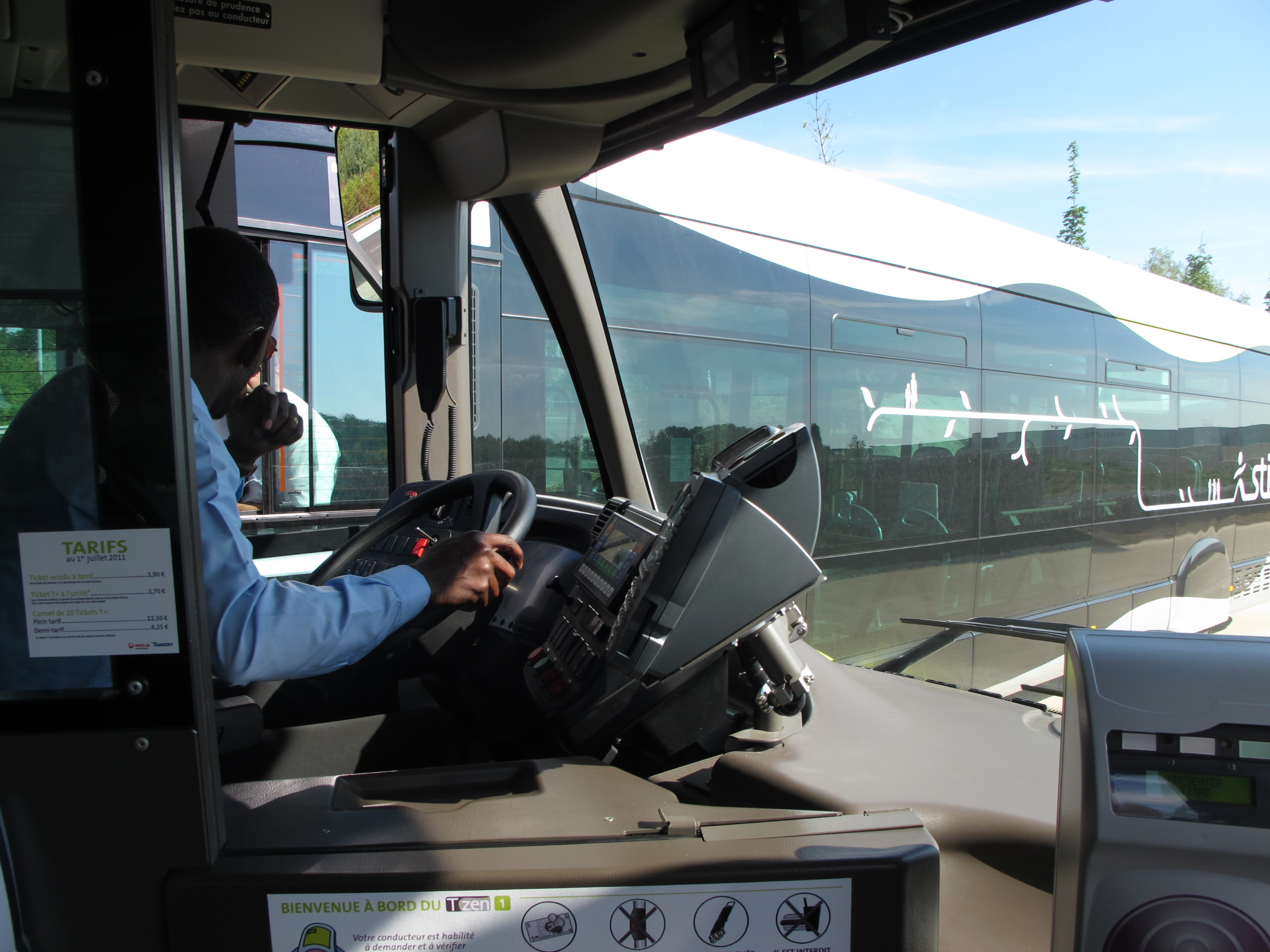
Vue du poste de conduite d'un bus.
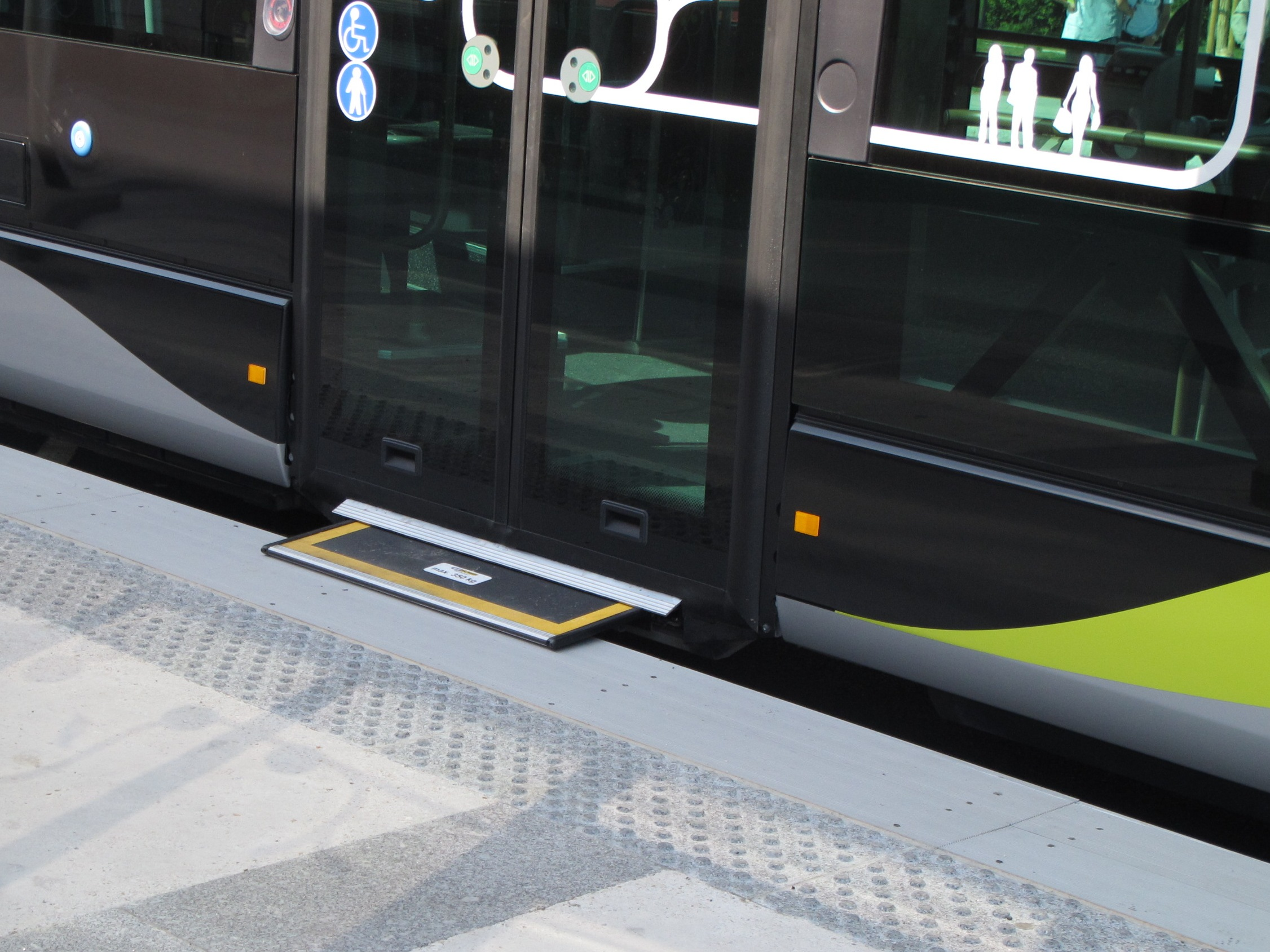
Comble-lacune pour l'accès des personnes à mobilité réduite.
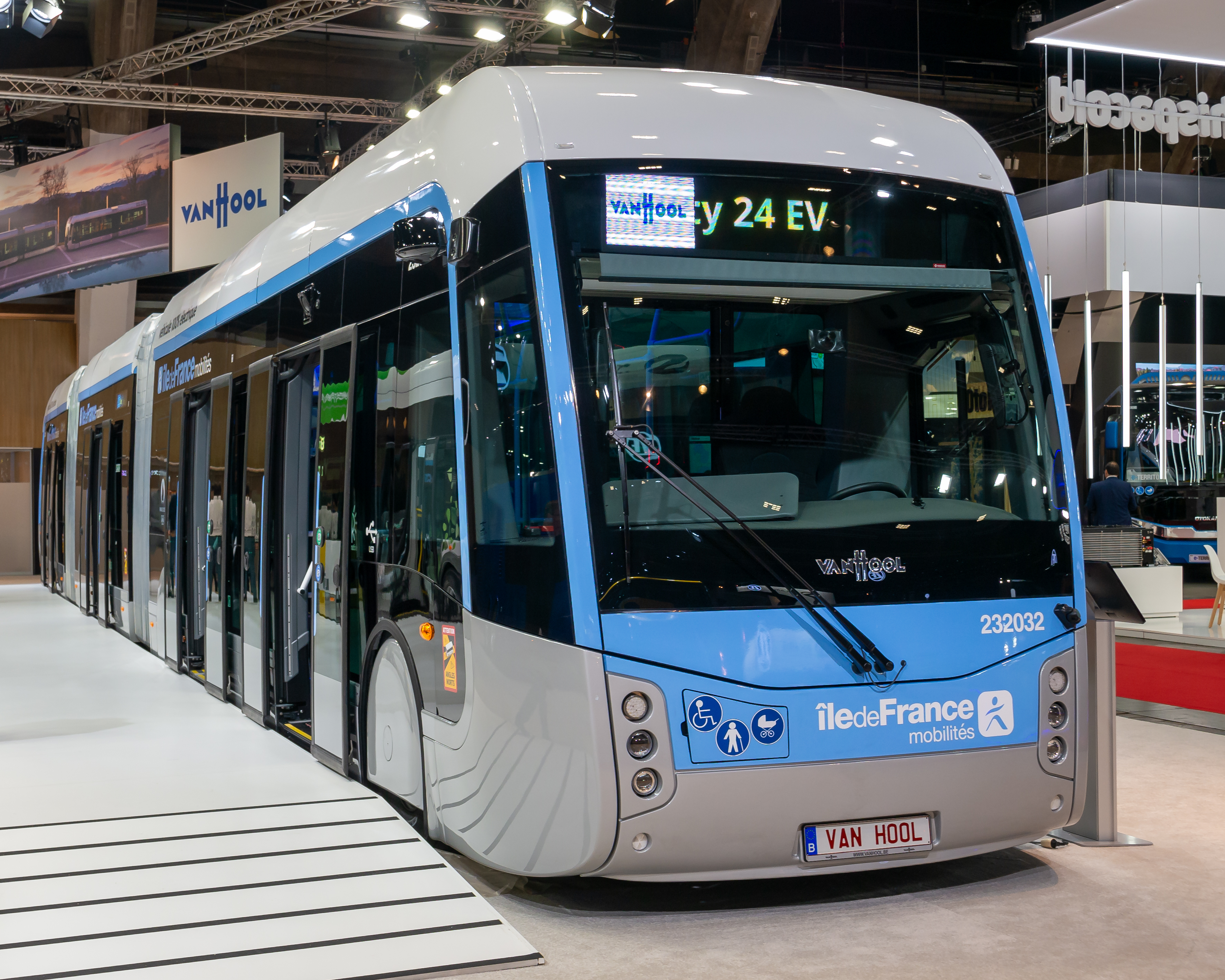
Van Hool ExquiCity 24 EV pour T Zen.

### Sécurité et vidéosurveillance

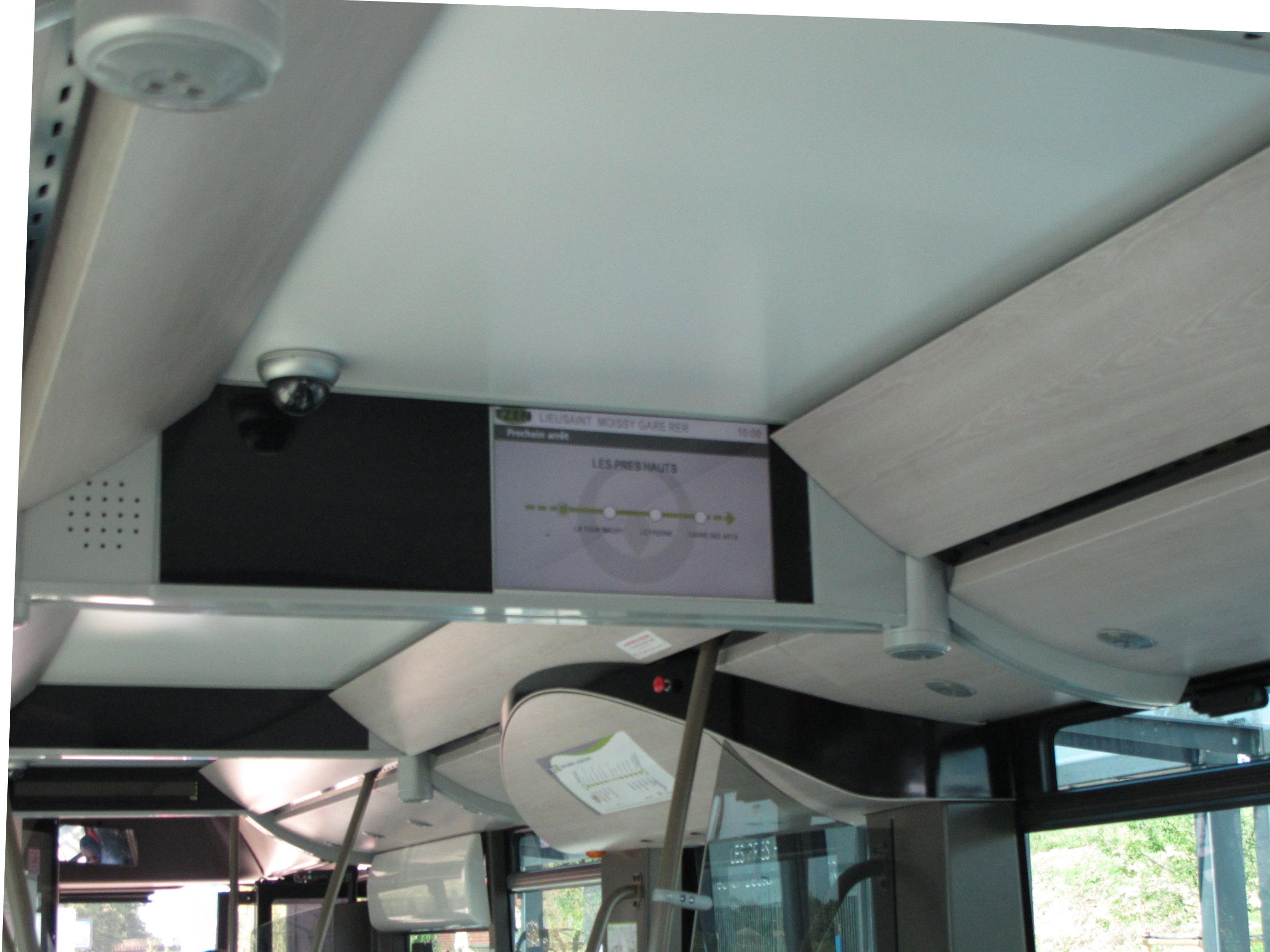
Vue de l'écran d'information et d'une caméra de surveillance.

Les T Zen sont équipés de caméras de surveillance, ce qui devrait permettre, selon le STIF, de jouer un rôle préventif et dissuasif. Elles viennent compléter le dispositif qui comprend les opérations de contrôle des titres de transport, entre autres.
Ce système de vidéosurveillance devrait assurer la sécurité des 6 000 voyageurs par jour attendus la première année de mise en service.

### Information voyageurs
En station, un affichage informe les voyageurs sur le temps d’attente. Les abris disposent également du plan de ligne, du plan du quartier et du réseau.
À bord des véhicules, des écrans annoncent les prochains arrêts, les temps de trajet, les correspondances et le temps d’attente pour les prochains trains et RER.

## Lignes

### En service

#### T Zen 1: Lieusaint - Moissy – Corbeil-Essonnes

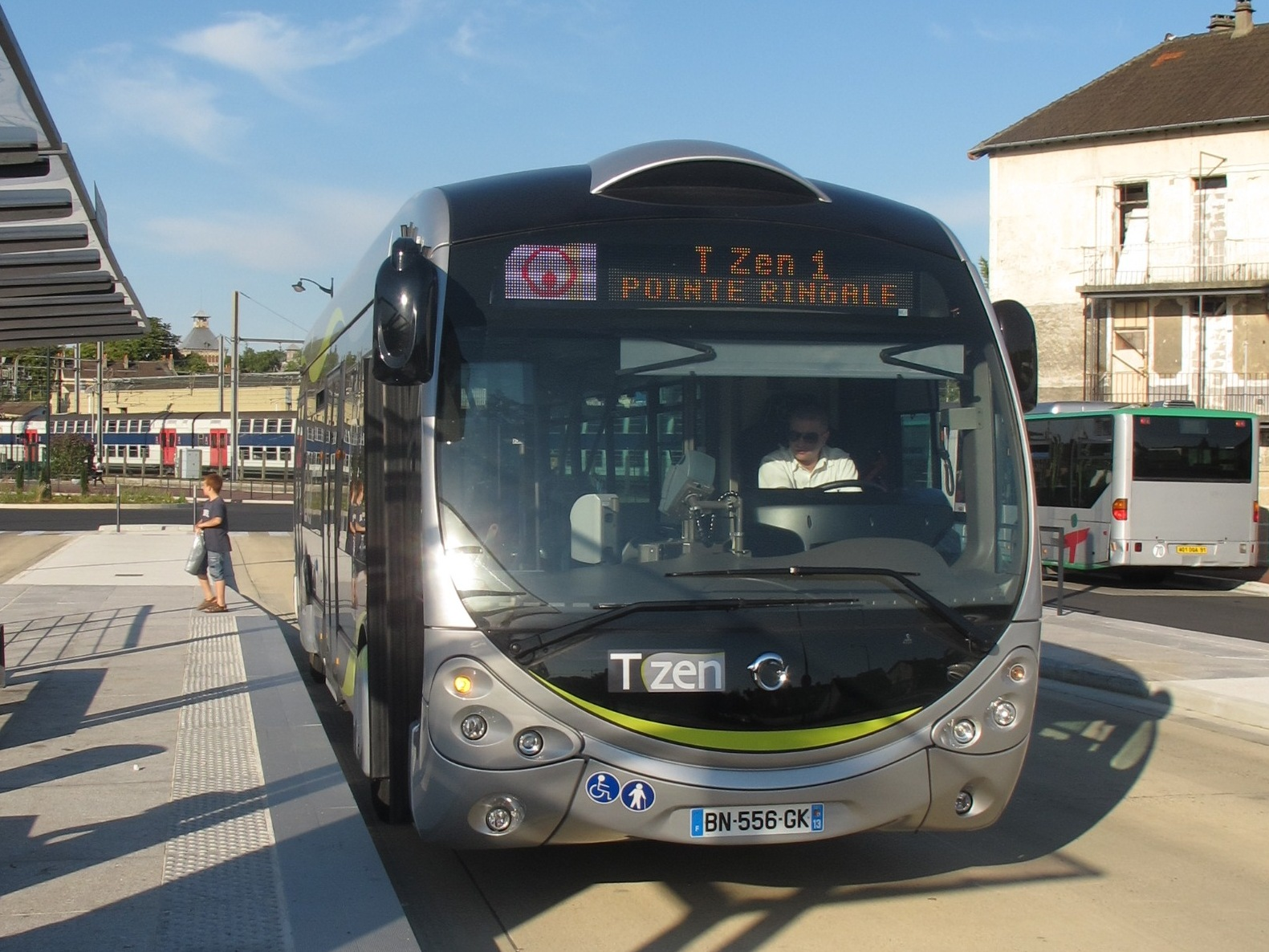
Un T Zen à destination de Pointe Ringale à la station Corbeil-Essonnes Gare RER, le 4 juillet 2011.

Cette ligne relie, depuis le 4 juillet 2011, la gare RER D de Lieusaint - Moissy à celle de Corbeil-Essonnes. Elle dessert l'agglomération de Sénart, le siège du Syndicat d'agglomération nouvelle de Sénart-Ville Nouvelle ainsi que les sites en plein essor tels que le pôle universitaire de Sénart, le Carré Sénart, les centres urbains de Sénart et de Corbeil-Essonnes, sans oublier les parcs d'activités de Greenparc et du Levant.
Elle fonctionne tous les jours, à l'aide de douze véhicules de type Crealis Neo 12, remisés et entretenus au sein du centre de maintenance et de remisage de Lieusaint, situé à proximité de la gare de Lieusaint - Moissy,.
En termes de fréquentation, elle devrait être emprunté par 6 000 voyageurs par jour, la première année d'exploitation de la ligne. Cette fréquentation devrait doubler lorsque tous les projets d’urbanisation prévus dans un périmètre proche de la ligne et dans le grand sud seront réalisés.

### En chantier

#### T Zen 4: Corbeil-Essonnes - Viry-Châtillon
Cette ligne devrait être mise en service à l'horizon 2024. Ce projet répond à une volonté du STIF d’améliorer la qualité et le niveau de service de la ligne 402 du réseau de bus TICE en Essonne, par la création d’une ligne T Zen. Cette ligne reliera Grigny à la gare de Corbeil-Essonnes (RER D) et sera en correspondance avec la ligne T Zen 1. Le public a été consulté lors d’une concertation qui a eu lieu à l’automne 2011. L'enquête publique s'est déroulée du 30 mai au 4 juillet 2016. Le 5 octobre 2016, la déclaration de projet a été approuvée par le STIF, devenu depuis 2017 Île-de-France Mobilités.
Les travaux d’infrastructures démarrent en décembre 2022 pour une mise en service de la ligne en 2024.

#### T Zen 5: BFM – Choisy-le-Roi
Cette ligne devrait être mise en service à l'horizon 2025. Elle reliera la bibliothèque François-Mitterrand à la gare de Choisy-le-Roi via les Ardoines (commune de Vitry-sur-Seine), futur pôle d’échange multimodal important du secteur, en 30 minutes environ. Alternative au RER C, elle facilitera les correspondances, ainsi que l'accès au T3, à la ligne 14 et aux lignes de bus avoisinantes. L'enquête publique se déroule du 30 mai au 30 juin 2016.
Les travaux d'infrastructures lancés par Île-de-France Mobilités débutent en 2023 pour une mise en service prévu 2025. Par ailleurs, le département du Val-de-Marne avait déjà lancé des travaux en 2015 sur l'infrastructure de la ligne (les voies de bus entre Bruneseau-Marcel Boyer et Waldeck Rousseau), actuellement utilisés par les lignes de bus RATP 25, 125, 180 et 325.

### En projet

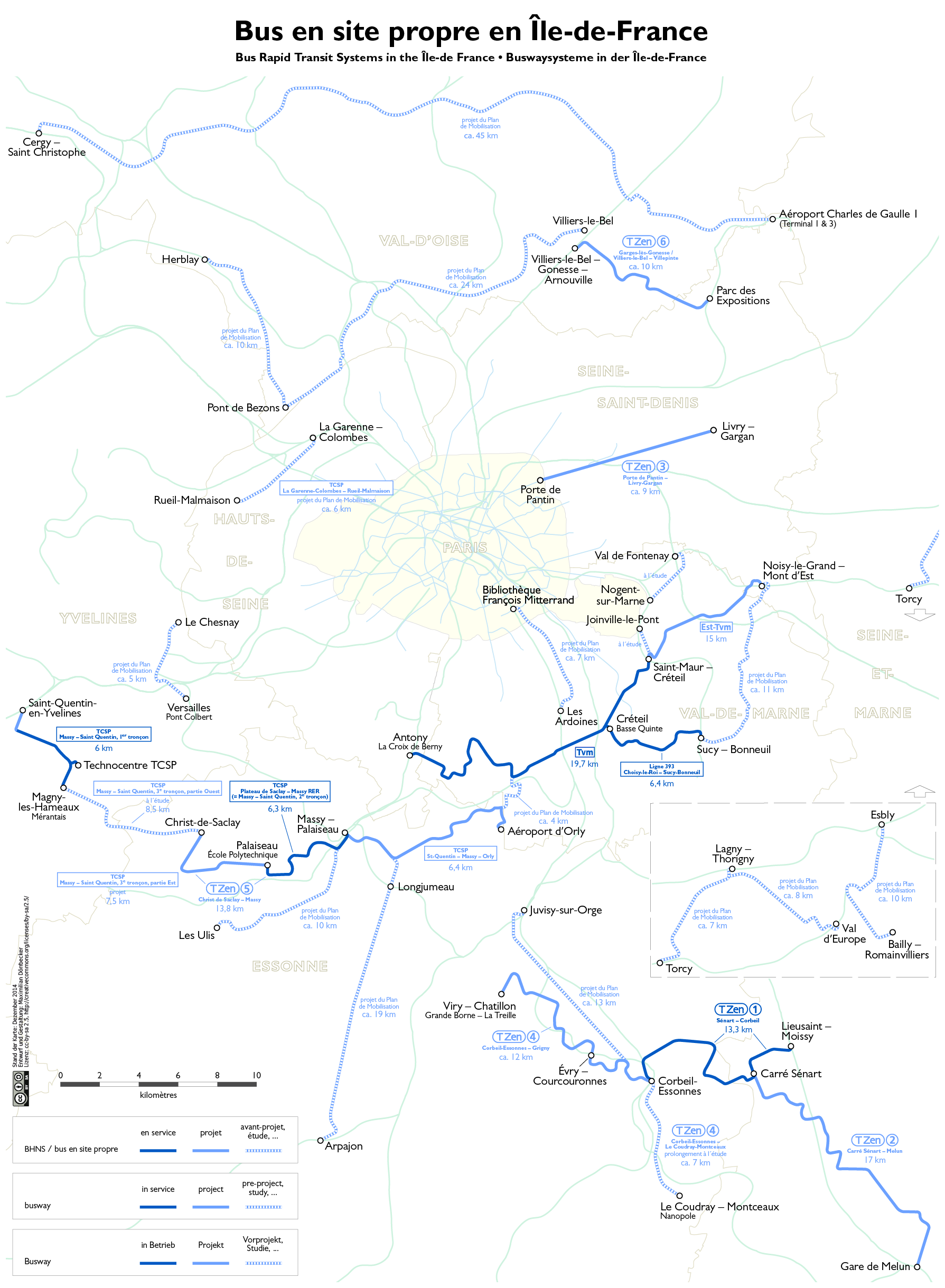
Le futur réseau de BHNS avec les lignes T Zen.

#### T Zen 2:Carré Sénart- Melun
Cette ligne devrait être mise en service horizon 2027, entre Sénart et Melun, remplaçant alors la ligne 3702 (ex-Citalien). Cette ligne permettra d’améliorer les correspondances avec les gares de Melun et de Savigny-le-Temple mais également de créer de nouveaux itinéraires piétons et cyclables. En 2016, les travaux sont en cours; leur achèvement est escompté vers 2027. À la suite de l'ouverture de son premier tronçon en site propre entre le centre commercial Westfield Carré Sénart et l’avenue du 8 mai 1945, la ligne 3702, sa précurseure, commence à circuler sur cette première partie.

#### T Zen 3: Paris - Livry-Gargan
Cette ligne devrait être mise en service à l'horizon 2028, entre Paris (Porte de Pantin) et Livry-Gargan (Gargan). Ce projet répond à un besoin de créer une offre de transport en commun plus performante, plus moderne et de plus grande capacité sur la RN3, un axe important de la Seine-Saint-Denis. L'enquête publique s'est déroulée du 17 mai au 20 juin 2016.

#### Autres projets
Au-delà, une quinzaine d’autres lignes potentielles sont actuellement à l’étude en Île-de-France. Ils se décomposent en axes et en secteurs, énumérés ci-après.
Les neuf axes en cours d'étude pour accueillir une nouvelle ligne sont :
- Aulnay-sous-Bois - Tremblay-en-France ;
- Chelles - Château de Vincennes[26];
- Esbly - Val d’Europe (Bus EVE) ;
- La Croix de Berny - Saint-Maur-Créteil (Tvm);
- Le Chesnay - Versailles ;
- Magny-les-Hameaux - Saint-Quentin-en-Yvelines ;
- Orly - Pompadour - Sucy-Bonneuil (393);
- Rueil-Malmaison - Nanterre / La Défense ;
- Saint-Cloud - Boulogne-Billancourt ;
- Sucy-Bonneuil - Noisy-le-Grand-Mont d'Est.

Les sept secteurs en cours d'étude pour accueillir une nouvelle ligne sont :
- Cergy-Préfecture ;
- Mantes-la-Jolie - Rosny-sur-Seine ;
- Meaux ;
- Parc des Expositions - Roissy CDG ;
- Saint-Quentin-en-Yvelines ;
- Sartrouville - Argenteuil - Épinay-sur-Seine ;
- Lagny-sur-Marne / Thorigny-sur-Marne à Val d’Europe.

## Tarification et financement

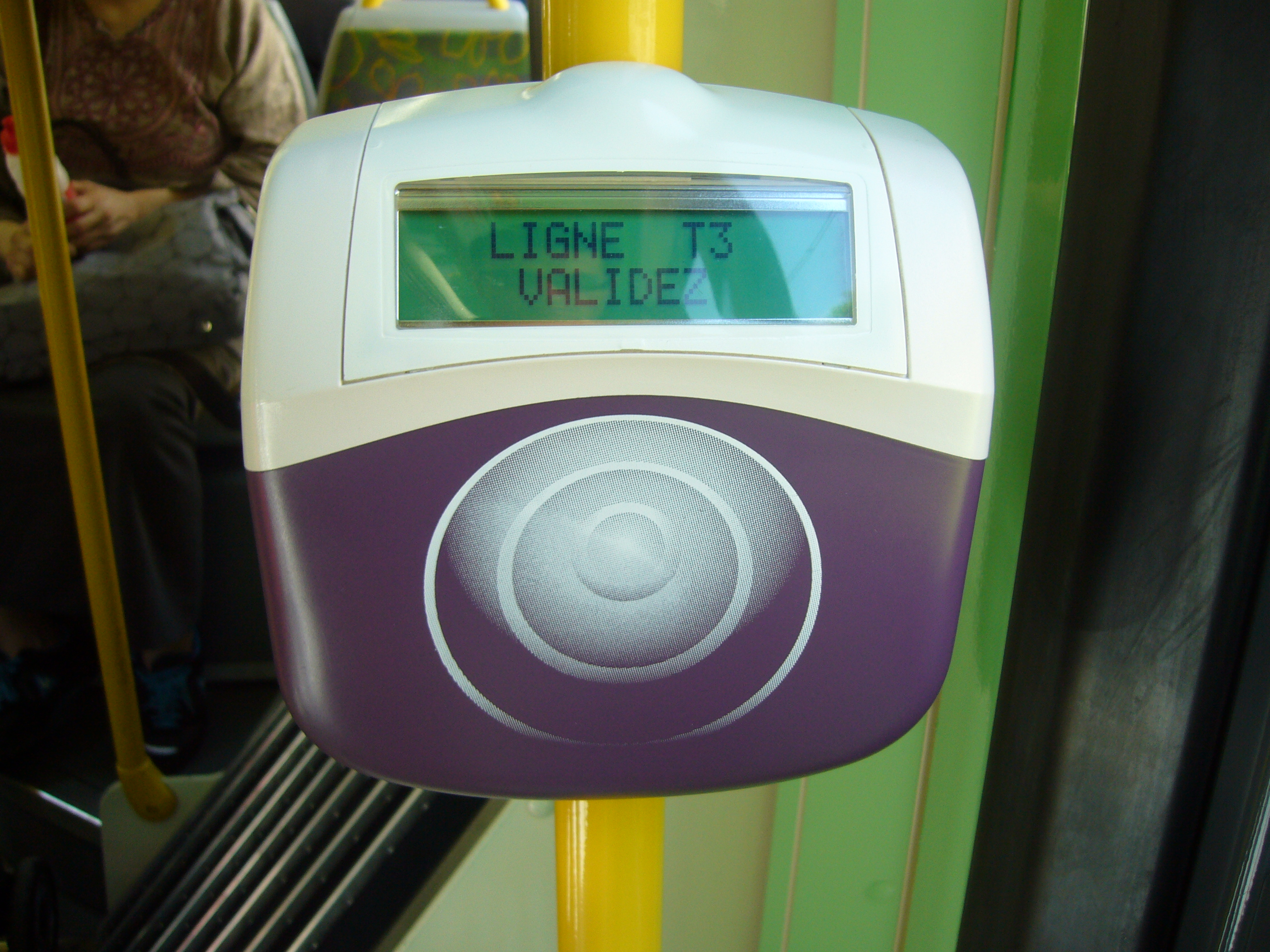
Validateur Navigo présent dans les bus et tramway

La tarification des lignes T Zen est identique à celle de tous les réseaux de bus franciliens et accessibles avec les mêmes abonnements. Un ticket « bus-tram », qui remplace le ticket t+ au 1er janvier 2025, permet un trajet simple quelle que soit la distance, avec une ou plusieurs correspondances possibles avec les autres lignes de bus et de tramway pendant une durée maximale de 1 h 30 entre la première et dernière validation. En revanche, un ticket validé dans un bus ne permet pas d'emprunter le métro, ni le Transilien et le RER.
Le financement du fonctionnement des lignes (entretien, matériel et charges de personnel) est assuré par les exploitants des lignes. Cependant, les tarifs des billets et abonnements dont le montant est limité par décision politique ne couvrent pas les frais réels de transport. Le manque à gagner est compensé par l'autorité organisatrice, Île-de-France mobilités, présidé depuis 2005 par le président du Conseil régional d'Île-de-France et composé d'élus locaux. Il définit les conditions générales d'exploitation ainsi que la durée et la fréquence des services. L'équilibre financier du fonctionnement est assuré par une dotation globale annuelle aux transporteurs de la région grâce au versement transport payé par les entreprises et aux contributions des collectivités publiques.